# Dispatch
Dispatch é uma banda americana de indie folk/roots rock formada em 1996 na cidade de Colchester, Vermont.

## Integrantes
- Brad Corrigan – vocal, bateria, guitarra, percussão e harmônica
- Pete Heimbold – vocal, baixo e guitarra
- Chad Urmston – vocal, guitarra, baixo e percussão

## Discografia
Álbuns de estúdio
- 1996: Silent Steeples
- 1998: Bang Bang
- 1999: Four-Day Trials
- 2000: Who Are We Living For?
- 2012: Circles Around the Sun

EPs
- 2011: Dispatch EP
- 2012: iTunes Session

Álbuns ao vivo
- 2001: Gut the Van
- 2004: All Points Bulletin
- 2007: Zimbabwe

DVDs
- 2002: Under the Radar
- 2005: The Last Dispatch
- 2007: Dispatch: Zimbabwe
- 2012: Dispatch: Live from Red Bull Arena

Compilações
- 2005: The Relief Project: Vol. I – por vários artistas, como parte do The Relief Project